# Günther Zäuner

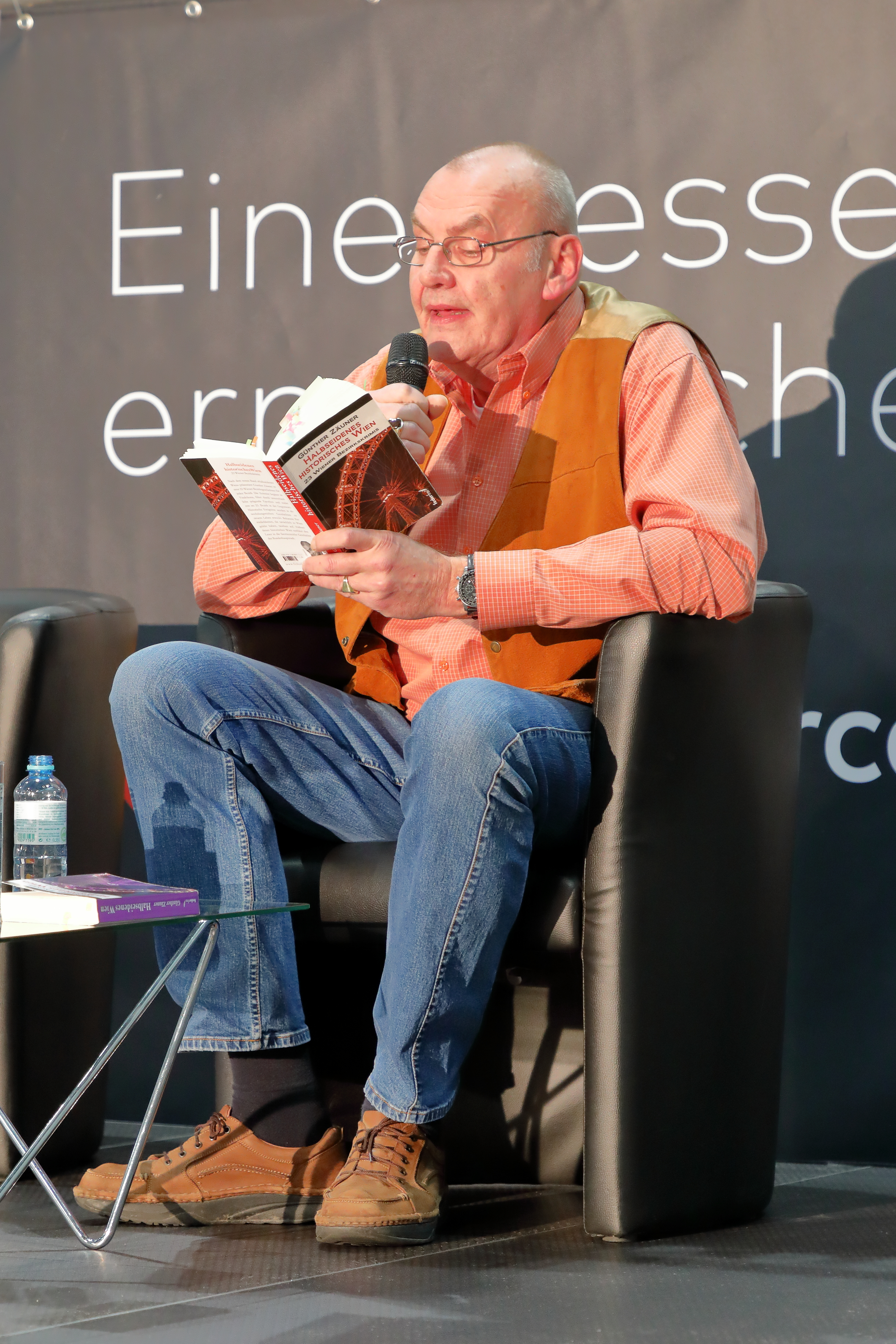
Günther Zäuner auf der Wiener Buchmesse 2017

Günther Zäuner (* 27. März 1957 in Wien; † 11. August 2023) war ein österreichischer Journalist und Schriftsteller. Er zählt zum Genre der Faction-Thriller-Autoren.

## Leben
Nach der Matura studierte er Geschichte, Zeitgeschichte, Klassische Philologie und absolvierte eine musikalische Ausbildung. Er war bis 1983 als Lehrer für Latein, Geschichte und Musik tätig und war später freier Schriftsteller, Sachbuch- und Drehbuchautor, arbeitete als Journalist, Dokumentarfilmer und schrieb auch für Theater und Kabarett. Seit 1983 war er freier Fernsehjournalist, war für den ORF, WIEN1 (heute ATV), ausländische Fernsehanstalten und für verschiedene Fernsehproduktionsfirmen tätig. Er produzierte zahlreiche Fernsehdokumentarfilme und Radiobeiträge unter anderen über Kolumbien und die Drogenmafia; „133 – Das Polizei- und Sicherheitsmagazin“ für WIEN1; Fachredakteur für die Magazine „Polizei“ und „Kriminalpolizei“. Seine Schwerpunktthemen waren: Organisierte Kriminalität, Drogen, Sekten, Rechtsextremismus, Terrorismus, Spionage, Geheimdienste und Politik.
Sein Protagonist Heinz Kokoschansky ist Zäuners Alter Ego, ebenfalls Fernsehjournalist. Zäuner schrieb als einziger Österreicher Politthriller zu aktuellen Themen.
Zäuner lebte in seiner Heimatstadt und produzierte zuletzt monatlich das Krimimagazin Zäuners's Krimisalon auf YouTube, ab 2020 monatlich auf TV21 im Web außerdem „Zäuners Crime Time“. Ebenso produzierte er ab März 2020 jeden letzten Freitag auf Radio Wien „Wiener Geschichten mit Geschichte“.

## Auszeichnungen
- 1995: Goldene Ehrennadel der österreichischen Bundeskriminalbeamten für besondere Verdienste

## Kriminalromane
- Kokoschanskys Instinkt. Freiburg i. Br. 2003
- Kokoschanskys Revanche. Freiburg i. Br. 2004
- Kokoschanskys Schachzug. Freiburg i. Br. 2004
- Kokoschanskys Dämon. Pfalzfeld 2006
- Kokoschanskys Trip. Pfalzfeld 2007
- Kokoschanskys Drache. Pfalzfeld 2008
- Kokoschanskys Freitag. Pfalzfeld 2010
- Dunkle Schatten. Ein Kokoschansky-Thriller, Marchtrenk 2012
- Tödliche Jeans. Ein Kokoschansky-Krimi, Marchtrenk 2013
- Killerdiplomat. Ein Kokoschansky-Krimi, Marchtrenk 2014
- Z-Connection. Die Stasi lebt! Wien 2014
- Sport ist Mord. Tödliche Kilometer, Wien 2015
- Allahs Internet. Ein Kokoschansky-Krimi, Marchtrenk 2015
- Die Rache des Rembetiko. Ein Kokoschansky-Krimi, Marchtrenk 2016
- Halbseidenes Wien. 23 Bezirkskrimis, Marchtrenk 2016
- Halbseidenes historisches Wien. 23 Bezirkskrimis, Marchtrenk 2017
- Der Maskenmann. Ein Ostfrieslandkrimi, E-Book, Marchtrenk 2017
- Paragraf 301. Das Heulen der Grauen Wölfe. Marchtrenk 2017
- A negativ. Wenn das Blut versiegt. Marchtrenk 2018
- Halbseidenes mittelalterliches Wien. 16 Krimis aus einer blutrünstigen Epoche, Marchtrenk 2019
- Nanninga. Gemälde des Todes. Ein Ostfriesland-Krimi, Marchtrenk 2019
- Nowitschok. Tödliches Gift. Marchtrenk 2019
- Janusfratze. Leipzig 2019
- Halbseidenes biedermeierliches Wien. 16 Krimis aus einer fälschlich verklärten Epoche, Marchtrenk 2020
- Dreckiges Geld. Verseuchte Scheine. Marchtrenk 2020
- Halbseidenes dunkles Wien. 12 Krimis aus der Zwischenkriegszeit, Marchtrenk 2021
- Wolfshetze. Ein Kokoschansky-Krimi, Marchtrenk 2021
- Halbseidenes barockes Wien. 16 Krimis aus einer angeblich prunkvollen Epoche, Marchtrenk 2022
- Kolomeyka. Tödlicher Tanz auf dem Vulkan Marchtrenk 2022
- Halbseidenes besetztes Wien. 11 Krimis aus der Besatzungszeit, Marchtrenk 2023
- Der Sarg ist keine Option. Ein Kokoschansky Krimi. Verlag Federfrei, 2023.

### Kurzkrimis
- Feuershow. In: Jerry Cotton Band 3429. Bastei Lübbe 2023
- Tödliche Kunst. In: Jerry Cotton Band 3418. Bastei Lübbe 2022
- Knock-out. In: Jerry Cotton. Band 3370. Bastei Verlag, Köln 2022.
- Todesmelodie. In: Jerry Cotton. Band 3398. Bastei Verlag, Köln 2022.
- Drachenfeuer. In: Jerry Cotton. Band 3358. Bastei Verlag, Köln 2021.
- Marianne. In: Uwe Schimunek, Uwe Voehl, Günther Zäuner (Hrsg.): Wien Morbid. Eine Reise durch das dunkle Wien in 21 Geschichten. Lychatz Verlag, 2021, ISBN 978-3-948143-07-7.
- Pythagoras (Jugendkrimi). In: BEEF, Hg. Ethel Scheffler, Sylke Tannhäuser, FürWort 2021
- Racheakt im Walzertakt. Edition Wannenbuch 2021
- AFFA! In: Tod unterm Schwanz. Kurzkrimis aus der Region Hannover, Hg. Joachim Anlauf, Peter Gerdes, Gmeiner 2020
- Tödlicher Bestseller. In: Leipzig Morbid. Eine Reise durch das dunkle Leipzig in 21 Geschichten, Hg. Uwe Schimunek & Uwe Vöhl, Lychatz Verlag 2017
- O Saltadoros. In: Sonne, Schüsse und Souvlaki. Kulinarische Krimis aus Griechenland garniert mit 16 Kochrezepten, Hg. Ingrid Schmitz, Verlag der Griechenland Zeitung 2017
- Mieten, kaufen...töten. In: „Amors tödliche Pfeile“, Hg. Veit Müller, Reutlingen 2016
- Ruf an! Sofort! Wenn es Zeit wird, Federn zu lassen... In: „Tatort Gemeindebau“, Hg. Edith Kneifl, Wien 2016
- Die zerbrochene Rose. In: „Mords-Handwerk“, Hg. Anett Steiner und Heiko Kretschmar, Zwickau 2015
- Dieses verdammte Fis! In: „Mords-Musik“, Hg. Sylke Tannhäuser und Gunther Emmerlich, Zwickau 2014
- Narrenwecken. Wer anderen den Deal versaut. In: „Tatort Heuriger. 13 Kriminalgeschichten aus Wien“, Hg. Edith Kneifl, Wien 2014
- Hundert Millionen Kerzen. In: „Mords-Ferien. Der Sachse lässt das Reisen nicht“, Hg. A. Hartmann und Claudia Puhlfürst, Zwickau 2013
- IT-Cat. Unruhe in der Cyberwelt. In: „Auf leisen Pfoten kommt der Tod - 12 Katzenkrimis“, Hg. Tessa Korber, Cadolzburg 2013
- Kommissarin Bonnie. In: „Mord-Ost - Krimigeschichten aus Sachsen“, Hg. A. Hartmann und Claudia Puhlfürst, Zwickau 2013
- Gadsche - Der Fluch der Geige. In: „Tatort Friedhof. 13 Kriminalgeschichten aus Wien“, Hg. Edith Kneifl, Wien 2012
- 200 Prozent. In: „Malz und Totschlag. Kleine Morde unter Bierfreunden“, Hg. Günther Thömmes, Meßkirch 2011
- Sicario - Der Mann ohne Gesicht. In: „Tatort Beisl - 13 Kriminalgeschichten aus Wien“, Hg. Edith Kneifl, Wien 2011
- Webwasher. In: „Buchstabensuppe 2008“, Hg. Elisabeth Joe-Harriet, Wien 2008

## Sachbücher
- Ein Haus der Freude – Ein Schau-Spiel-Buch. Wien 1987 (Co-Autor)
- Drogenreport Österreich. Eine Bestandaufnahme. Wien 1994
- 25 Jahre Döblinger Faschingsgilde (Festschrift). Wien 2003 (Co-Autor Paul W. Herzog)
- Drogenreport Österreich. H, Koks, Ecstasy, Gras – Falsche Träume. Wien 2007
- Unterösterreich. Alles über Österreichs Unterwelt. Salzburg 2009
- Verbrechen zahlt sich aus. Über kriminelle Karrieren. Wien 2009
- Hirngift & Seelenmord. Die Schattenwirtschaft der Sekten. Wien 2009
- El Austriaco. Undercover in der internationalen Mafia. Wien 2010
- Wir vom Jahrgang 1957. Kindheit und Jugend in Österreich. Wartberg 2011
- Wir vom Jahrgang 1943. Kindheit und Jugend in Österreich (Co-Autor Franz Murczek). Wartberg 2012
- Wir vom Jahrgang 1975. Kindheit und Jugend in Österreich (Co-Autor Gerhard Harrer) Wartberg 2013
- Floridsdorf - Geschichten und Anekdoten. Birner, Schlingerhof und Donauinsel. Wartberg 2013
- Hietzing - Geschichten und Anekdoten. Gemma Leute schau'n in Schönbrunn. Wartberg 2015
- Wien. Dunkle Geschichten. Schaurig & schön. Wartberg 2019
- Manfred. Eine Familiengeschichte. Wien 2020
- 111 Orte in der Wiener Unterwelt die man gesehen haben muss. Köln 2022

## Hörbücher
- „Halbseidenes Wien. 23 Bezirkskrimis“, Audiamo/Federfrei 2017 (eingelesen von Günther Zäuner)
- „Halbseidenes historisches Wien. 23 Bezirkskrimis“, Audiamo/Federfrei 2017 (eingelesen von Günther Zäuner)
- „Halbseidenes kaiserliches Wien“. 12 Krimis aus dem Fin de Siecle, Audiamo/Federfrei 2018 (eingelesen von Günther Zäuner)
- „Halbseidenes mittelalterliches Wien“. 16. Krimis aus einer blutrünstigen Epoche. Audiamo/Federfrei 2019 (eingelesen von Günther Zäuner)
- Halbseidenes biedermeierliches Wien. 16 Krimis aus einer fälschlich verklärten Epoche. Audiamo/Federfrei 2020 (eingelesen von Günther Zäuner)
- Nanninga. Ein Ostfrieslandkrimi. Audiamo/Federfrei 2020 (eingelesen von Günther Zäuner)
- Der Maskenmann. Ein Ostfrieslandkrimi. Audiamo/Federfrei 2020 (eingelesen von Günther Zäuner)

## Kabarett, Theater und Musik
- 1984, zusammen mit Erwin Leder, Gründung des Kabarettduos „Cabaret Critique“; ab 1986 Soloprogramme; zahlreiche Auftritte in Österreich und Deutschland; 1987 Gründung der freien Theatergruppe „Teatro Longino“; 1988, zusammen mit Michael Kandler, kurzfristige Leitung des „Orpheums“ in Wien.
- Arbeiten für das Gloria-Theater in Wien; zahlreiche Kabarettbeiträge für Ö3 und Radio NÖ; „Senf zur Woche“ – satirischer Wochenrückblick für das Wiener Stadtradio.
- Autor zahlreicher Texte, Sketches, Monologe und Liedtexte; enge musikalische Zusammenarbeit mit dem Musiker und Komponisten Jack Fronczek.
- Autor zahlreicher Theaterstücke (vom Einakter bis zur Komödie), unter anderen „Computer töten leise“. Diese Komödie war 2019 im Rahmen eines Festivals im Salzburger Landestheater von vierzig Einsendungen unter den besten acht Stücken.